# Wu-chan Čuo-er
Wu-chan F.C. (čínsky pchin-jinem Wǔhàn F.C., znaky zjednodušené 武汉) je čínský profesionální fotbalový klub, který sídlí ve městě Wu-chan v provincii Chu-pej. Založen byl v roce 2009 pod názvem Chu-pej Lu-jin po krachu původního Wu-chan Kuang-ku. Svůj současný název nese od roku 2021. Klubové barvy jsou oranžová a černá. Od sezóny 2014 hrál v čínské druhé nejvyšší fotbalové soutěži. V sezóně 2018 postoupil do Chinese Super League, kterou v roce 2019 zakončil na šestém místě. Na konci ledna 2020, během epidemie koronaviru SARS-CoV-2, klub odcestoval z Kantonu na předsezónní přípravu do Španělska, kde kvůli odložení startu nového ročníku Superligy na duben zůstal i po plánovaném návratu v polovině února.
Své domácí zápasy odehrává ve Wuchanském sportovním centru s kapacitou 30 000 diváků.
Plný název klubu je Fotbalový klub Wu-chan (čínsky v českém přepisu Wu-chan cu-čchiou ťü-le-pu, pchin-jinem Wǔhàn zúqiú jùlèbù, znaky zjednodušené 武汉)

## Historické názvy
- 2009 – Chu-pej Lu-jin (Chu-pej Lu-jin cu-čchiou ťü-le-pu)
- 2011 – Wu-chan Čung-po (Wu-chan Čung-po cu-čchiou ťü-le-pu)
- 2012 – Wu-chan Čuo-er (Wu-chan Čuo-er cu-čchiou ťü-le-pu)
- 2021 - Wu-chan F.C. (Wu-chan cu-čchiou ťü-le-pu)

## Umístění v jednotlivých sezonách
Stručný přehled
Zdroj: 
- 2009: China League Two South
- 2010–2012: China League One
- 2013: Chinese Super League
- 2014–2018: China League One
- 2019–: Chinese Super League

Jednotlivé ročníky
Zdroj: 
Legenda: Z - zápasy, V - výhry, R - remízy, P - porážky, VG - vstřelené góly, OG - obdržené góly, +/- - rozdíl skóre, B - body, červené podbarvení - sestup, zelené podbarvení - postup, fialové podbarvení - reorganizace, změna skupiny či soutěže
| Čínská lidová republika (2009 – ) |                        |        |    |       |    |       |    |       |    |       |    |    |     |    |        |
| Sezóny                            | Liga                   | Úroveň | Z  | Z(PO) | V  | V(PO) | R  | R(PO) | P  | P(PO) | VG | OG | +/- | B  | Pozice |
| 2009                              | China League Two South | 3      | 13 |       | 8  |       | 5  |       | 0  |       | 16 | 2  | +14 | 24 | 2.     |
| 2010                              | China League One       | 2      | 24 |       | 10 |       | 7  |       | 7  |       | 30 | 24 | +6  | 37 | 5.     |
| 2011                              | China League One       | 2      | 26 |       | 8  |       | 9  |       | 9  |       | 26 | 28 | -2  | 33 | 7.     |
| 2012                              | China League One       | 2      | 30 |       | 16 |       | 6  |       | 8  |       | 40 | 29 | +11 | 54 | 2.     |
| 2013                              | Chinese Super League   | 1      | 30 |       | 3  |       | 7  |       | 20 |       | 24 | 58 | -36 | 16 | 16.    |
| 2014                              | China League One       | 2      | 30 |       | 18 |       | 3  |       | 9  |       | 46 | 31 | +15 | 57 | 3.     |
| 2015                              | China League One       | 2      | 30 |       | 8  |       | 12 |       | 10 |       | 31 | 30 | +1  | 36 | 10.    |
| 2016                              | China League One       | 2      | 30 |       | 12 |       | 7  |       | 11 |       | 31 | 33 | -2  | 43 | 6.     |
| 2017                              | China League One       | 2      | 30 |       | 13 |       | 8  |       | 9  |       | 47 | 40 | +7  | 47 | 5.     |
| 2018                              | China League One       | 2      | 30 |       | 18 |       | 9  |       | 3  |       | 60 | 25 | +35 | 63 | 1.     |
| 2019                              | Chinese Super League   | 1      | 30 |       | 12 |       | 8  |       | 10 |       | 41 | 41 | 0   | 44 | 6.     |
| 2020                              | Chinese Super League   | 1      | 14 | 8     | 5  | 3     | 2  | 3     | 7  | 2     | 25 | 25 | 0   | 17 | 15.    |
| 2021                              | Chinese Super League   | 1      | 32 |       | 4  |       | 18 |       | 10 |       | 32 | 43 | -11 | 30 | 11.    |

Poznámka: V roce 2020 se Čínská Super Liga hrála na dvě skupiny po osmi a následné play-off o titul, o 5.-8. místo, o 9.-16. místo a baráž, do které šel předposlední tým a druhý tým druhé ligy. Právě Wuhan se do baráže dostal, ale po remíze 2:2 a výhře 1:0 se v nejvyšší soutěži udržel.
Od roku 2021 se soutěž pro změnu hraje na dvě skupiny po osmi, kdy se po 14 odehraných zápasech udělají nové skupiny se stejným počtem týmů. Jedna o titul sestávající z prvních čtyř týmů obou skupin a druhá o sestup skládající se z posledních čtyř týmů z každé skupiny. Týmy ze skupiny o titul tak obsadí pozice 1-8 a týmy ze skupiny o sestup 9-16.